# Infáns
Az infáns (spanyolul infante, portugálul infanta) kifejezés a spanyol és portugál királyi hercegek által használt címre és rangra utal. A szó a latin infansból ered, jelentése csecsemő, gyermek.

## Portugál infánsok
Az infante kifejezést Portugáliában először a köznemesség kezdte használni, akik (infanções) ezzel a kifejezéssel illették az elsőszülött gyermeket követő gyermekeiket. A királyi család a 16. század végén vette át a cím használatát, később, a Braganza-ház 1640-es hatalomra jutását követően az infáns cím mellé a "főméltóságos" (Serenissima) jelzőt is hozzácsatolták, az uralkodói család teljes nevére utalva (Sereníssima Casa de Bragança). Az infáns jelzőt azonban a portugál trónörökös sohasem használta.
A portugál királyi család infánsai napjainkban:
- Mária Franciska
- Dinis, Porto hercege
- Miguel, Viseu hercege
- Henrique, Coimbra hercege

## Spanyol infánsok

A spanyol infánsok koronája

A spanyol királyi családban az infáns cím két fokozata létezik. A született infáns címmel a királyi család gyermekeit ruházzák fel, a méltóság utáni infáns címet az oldalági rokonok kaphatják.
A spanyol királyi család első kategóriába tartozó infánsai:
- Elena, Lugo hercegnője
- Christina, Palma de Mallorca hercegnője
- Leonor
- Sofia
- Pilar, Badajoz hercegnője
- Margarita, Soria hercegnője